# 克莱德·科温
小克莱德·洛蘭·科温（英語：Clyde Lorrain Cowan Jr，1919年5月24日—1974年12月6日），美国物理学家，中微子的发现者之一。科溫曾任美國陸軍航空軍上尉，1956年，他与弗雷德里克·莱因斯等人共同发现了电中微子。弗雷德里克·莱因斯获得了1995年诺贝尔物理学奖，而科温因为早逝而未在获奖名单中。外曾祖父为美国养蜂业先驱劳伦兹·洛林·朗斯楚斯。

## 外部連結
- 维基共享资源上的相關多媒體資源：克莱德·科温
- Neutrino history （页面存档备份，存于）
- Cowan Reines Neutrino Experiment （页面存档备份，存于）
- Nobel Prize in Physics 1995 Press Release （页面存档备份，存于）
- YouTube上的The Neutrino with Dr. Clyde L. Cowan (Lecture on Nobel Prize–winning experiment)